# Staphorst
Staphorst – gmina w północnej Holandii, w prowincji Overijssel.

## Miejscowości
Rouveen, IJhorst, Staphorst.